# Liste der Monuments historiques in Escardes
Die Liste der Monuments historiques in Escardes führt die Monuments historiques in der französischen Gemeinde Escardes auf.

## Liste der Objekte
| Bezeichnung                        | Beschreibung                                                                        | Standort                        | Kennzeichnung | Schutzstatus | Datum | Bild |
| ---------------------------------- | ----------------------------------------------------------------------------------- | ------------------------------- | ------------- | ------------ | ----- | ---- |
| Skulptur Heiliger Eligius          | Holz, farbig gefasst, 17. Jahrhundert                                               | in der Kirche St-Antoine (Lage) | PM51000406    | Classé       | 1980  |      |
| Pietà                              | Stein, 15. Jahrhundert                                                              | in der Kirche St-Antoine (Lage) | PM51000405    | Classé       | 1980  |      |
| Skulptur Heiliger Antonius         | Stein, 15. Jahrhundert                                                              | in der Kirche St-Antoine (Lage) | PM51000402    | Classé       | 1980  |      |
| Skulptur Madonna mit Kind          | Holz, farbig gefasst, 18. Jahrhundert                                               | in der Kirche St-Antoine (Lage) | PM51000403    | Classé       | 1980  |      |
| Triumphbogen mit Kreuzigungsgruppe | Holz, 16. Jahrhundert                                                               | in der Kirche St-Antoine (Lage) | PM51002974    | Inscrit      | 1980  |      |
| Taufbecken                         | Stein, 13. Jahrhundert                                                              | in der Kirche St-Antoine (Lage) | PM51000404    | Classé       | 1980  |      |
| Hauptaltar                         | Altartisch, Altarstufen, Tabernakel und Exposition; Stein und Holz, 16. Jahrhundert | in der Kirche St-Antoine (Lage) | PM51000407    | Classé       | 1980  |      |
| Skulptur eines heiligen Bischofs   | Stein, 15. Jahrhundert                                                              | in der Kirche St-Antoine (Lage) | PM51000408    | Classé       | 1980  |      |